# 真愛挑日子 (小說)
《真愛挑日子》（英語：One Day）是英國作家大衛·尼科爾斯在2009年出版的一部小說。書中的每一章節都描述了兩位主角20年來每個聖斯威辛節（7月15日）的生活。這本小說獲得不少佳評，並評為2010年年度最佳銀河圖書。
尼克斯將他的書改編成劇本，由安·海瑟薇和吉姆·史特格斯主演的同名電影《真愛挑日子》於2011年8月上映；安碧卡·莫德和里歐·伍道爾主演的同名電視劇《真愛挑日子》於2024年2月在Netflix播出。

## 情節
1988年，德特（Dexter）和愛瑪（Emma）兩人在愛丁堡大學的畢業典禮後結識並共處了一夜，兩人談論著彼此到了40歲會過著怎樣的生活。雖然後來兩人沒有發展成情侶關係，卻成了彼此最要好的朋友。這部小說的每一章節描述連續20年間的7月15日這一天德特和愛瑪兩人的生活與感情發展。
愛瑪想做些事讓這世界更好，所以開始著手寫作及表演一些短劇，可惜事與願違，愛瑪一直沒有達到她的理想。而德特則四處旅行、飲酒狂歡和到處獵豔。後來兩人都搬到倫敦，愛瑪在一家肯特郡的Tex-Mex餐廳當服務生，德特則成了成功的電視節目主持人。
雖然雙方都嘗試著要和對方交往，種種的巧合卻使兩人遲遲無法在一起；所以即使身邊已有了另一半，他們最想念的還是彼此。因為一次的出遊、相處以及德特的媽媽往生的事，兩人的心變得更貼近。
愛瑪意識到自己一直以來其實都和一個自己不愛的人生活在一起。這期間，儘管有雙主修的學歷，愛瑪仍經過了一番努力、當上老師。同時，德特開始酗酒、患上毒癮，而斷送了他的職業生涯。德特試圖隱藏自己對愛瑪的感情，這讓愛瑪感到很受傷、痛苦；使得愛瑪和德特之間的友誼變得越來越糟。兩人約在餐廳見面時，因德特出言羞辱愛瑪，愛瑪提出要跟德特絕交。
在愛瑪的前室友的婚禮上，愛瑪和德特再次相遇，愛瑪承認她其實很希望能跟德特和好如初。而此時愛瑪才剛和她任職的學校的校長分手，令愛瑪震驚、難過的是此時德特竟有了心愛的女人──塞爾維，而且她還懷了德特的孩子。這次的相聚，德特還邀請了愛瑪來參加他與塞爾維的婚禮。
愛瑪試著克服他所遇到的困難並且開始再次寫書；而德特沒有工作成，且在跟有外遇的塞爾維離婚後，他也為了照顧他女兒而忙得焦頭爛額。之後愛瑪離開倫敦並前往巴黎，希望能找到一些靈感來為她的第一本成功的兒童小說寫續集。在德特去巴黎拜訪愛瑪時，才得知她有了對象，但德特也第一次對愛瑪表達了自己其實一直愛著她。最後，愛瑪選擇了德特。
愛瑪和德特兩人快樂地生活在一起，而愛瑪希望他們兩人能有盡快有愛的結晶，可是卻遲遲沒有好孕降臨。而德特有了自己的輕食咖啡館，且經營地有聲有色。在2006年7月15日這一天，兩人約好要去看一間房子，在去的路上，騎著腳踏車的愛瑪出了一場車禍，宣告不治而死。
愛瑪的死讓德特對人生感到絕望。他又開始酗酒，還在酒吧裡跟人起爭執、想讓人痛扁他一頓。後來他的前妻塞爾維、他的父親以及他的女兒安慰他、努力地幫助他走出喪妻之痛。愛瑪死後的第三年，德特回到19年前的愛丁堡，帶著她的女兒再次回到當初他與愛瑪相遇以及一同走過的山丘。
本書在接近尾聲時，描述著20年前令德特和愛瑪記憶猶新、永遠忘不了的第一次道別──他們吻別、且承諾兩人要保持聯絡，並說再見。

## 登場角色
德特（Dexter）
本作男主角，於1988年的愛丁堡大學畢業典禮邂逅愛瑪，約定每年7月15日相見，展開兩者間為期20年的一段故事。
愛瑪（Emma）
本作女主角，故事開始時是懷抱文學夢的愛丁堡大學畢業生，於大學畢業典禮邂逅德特，歷經多年人生階段轉折始如願成為作家，和德特成為夫妻。2006年7月15日與德特相約看房子的途中死於交通事故。
塞爾維
德特的第一任妻子，因為懷上德特的孩子成婚，育有一女。後因為外遇與德特離婚，仍和女兒在愛瑪過世後安慰陷入消沉的德特。

## 主要題材
《泰晤士報》（The Times）中，約翰‧奧康內爾（John O'Connell）寫道「儘管《真愛挑日子》是一部喜劇，但它是實上是講述孤單感及生活的殘酷，年輕時的抱負與對生活的妥協中而產生的悲劇縫隙。尼克斯曾說過他的靈感是受湯瑪斯‧哈代的啟發而寫，卻有其道理。」在《倫敦報》（The London Paper）中，有一評論家評述《真愛挑日子》「可算是一部愛情片，但它並非是如童話故事般的美好的愛情故事。尼克斯直接揭露成長的殘酷面、幻滅及人生的無常。」2009年衛報年度圖書獎作者強納森‧柯（Jonathan Coe）寫到：「很少有小說說能夠這麼透徹客觀地描述近年來發生的事；說能夠這麼透徹客觀地描述近年來發生的事兩位主角之間的信賴感，飽受痛苦的忠誠感刻畫的如此栩栩如生。」

## 讀者回響
這本小說獲得多數好評。在《衛報》中哈利‧理奇（Harry Ritchie）稱它為「是一本用極有說服力的、極其讓人覺得流暢的手法描述親密朋友間的關係－愛瑪、德特對彼此的感情，不經意間隱藏在調情與玩笑話中的怨恨與渴望，人與人之間關係隨著時間的變遷，所有這些描述說明了這一切。」、「尼克斯對他的中心思想進行了充分的描述，他以自己出色的喜劇與文學天賦寫成這本小說，用謙遜的，毫無做作卻又深刻有力的文筆寫成，不但非常有趣，而且令人感動，難以忘懷。」這個故事令人想到了《明年此時》這部影片。
伊麗莎白‧戴在《觀察家報》也讚揚這部小說，雖然她也批評「書中的一些結構性缺陷－並未對主角人生間一些重要事件給予詳記描寫。」雖然有這些不足之處，她評斷「無庸置疑的，《真愛挑日子》是一引人入勝的小說。儘管如此，我很喜歡它，而且是非常的為之著迷，因為我認為尼克斯他是一位很優秀的作家，他的才華還沒有通過這本小說完全表現出來。」
《泰晤士報》對比《當哈利碰上莎莉》如果用過度作做的假想，會以為「具有文學修養」的人，會勢利地洋洋得意，強調自己從不看「商業化」的浪漫愛情喜劇書，尤其是那些封面上有卡通圖片與寫的花里胡哨的字體的，可以說《真愛挑日子》是一本精彩好書－語句睿智、詼諧、敏銳、有同情心的，並且帶有悲劇色彩。不僅如此，它作者以溫和的政治立場來看待變化的習俗與道德觀念。是從喬納森‧科的《瓜分殆盡》之後最好的英國社會小說。
作家尼克‧霍恩比也在他的部落格上稱讚這本書，並稱它是「大而有吸引力、漂亮的構出一個可讀性極強的曲折的愛情故事。」他的評語被用在某些版本裡，像是美國平裝版。
2010年《真愛挑日子》在英國年度最佳銀河書頒獎典禮中被稱為是年度流行科幻小說，並在隔年授予英國年度最佳圖書的榮譽。

## 改編作品

### 電影
當小說出版時，尼克斯寫道，他改編他的小說為劇本。他承認在挑選演員上的困難「要跨越扮演學生時代與中年時期的演員很難！不過我想總會有辦法的。」
這部電影是由瓏‧雪兒菲格（Lone Scherfig）為蘭多姆電影公司（Random House Films）和焦點影業執導，並在2011年8月於電影院上映。安‧海瑟威和吉姆‧史特格分別飾演愛瑪和德特。拍攝地點位於英國、蘇格蘭、法國。

### 電視劇
2021年，宣布這部電視劇再度由焦點影業製作，主創者為妮可·泰勒，尼克斯參與劇本改編，莫莉·曼納斯（Molly Manners）擔任導演，並由安碧卡·莫德和里歐·伍道爾分別飾演愛瑪和德特。於2024年2月8日在Netflix首映。

## 外部連結
- Iain Hollingshead  and Bryony Gordon (6 Aug 2011). "One Day: the best novel ever – or a tedious schmaltz-fest?" （页面存档备份，存于）. The Telegraph. Retrieved 2011-08-17.
- Schillinger, Liesl (18 June 2010). The Love Not Taken （页面存档备份，存于）. The NY Times. Retrieved 2011-08-17.